# Polykarp Kusch

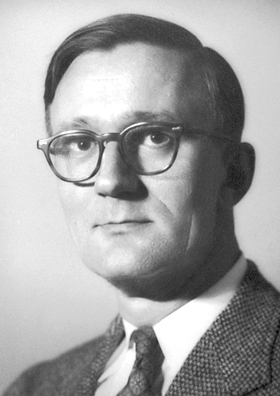
Polykarp Kusch, vor 1956

Polykarp Kusch (* 26. Januar 1911 in Blankenburg, Deutschland; † 20. März 1993 in Dallas, Texas, USA) war ein deutsch-US-amerikanischer Physiker und Nobelpreisträger.
Polykarp Kusch kam 1912 mit seiner Familie aus Deutschland in die USA. 1931 erwarb er seinen Bachelorabschluss am Case Institute of Technology und 1933 seinen Masterabschluss an der University of Illinois at Urbana-Champaign. Im Jahre 1936 promovierte er an der University of Illinois über ein Thema aus dem Bereich optische Molekülspektroskopie bei F. Loomis Wheeler. 1936 war er Assistant an der University of Minnesota (wo er sich mit Massenspektrometern beschäftigte) und ab 1937 Instructor an der Columbia University, wo er auch im Zweiten Weltkrieg an militärischer Forschung beteiligt war. Die dabei erlernten Techniken aus der Mikrowellenelektronik wandte er nach dem Zweiten Weltkrieg in der Spektroskopie an. Von 1941 bis 1942 war er Entwicklungsingenieur bei Westinghouse Electric und von 1944 bis 1946 Forscher an den Bell Laboratories. Ab 1946 war er Associate Professor und ab 1949 Professor an der Columbia University, deren Physik-Fakultät er von 1949 bis 1952 und von 1960 bis 1963 vorstand. Anfangs arbeitete er an der Columbia University eng mit Isidor Isaac Rabi zusammen. 1969/70 war er Vizepräsident der Universität und Dekan der Fakultät und 1970/71 Provost. Von 1952 bis 1960 war er Executive Director des Radiation Laboratory der Columbia University. 1972 wurde er Professor an der University of Texas at Dallas, wo er ab 1982 Professor Emeritus war. Von 1952 bis 1957 war er Berater für IBM.
Er arbeitete zunächst an der magnetischen Kernspinresonanz, mit deren Hilfe das magnetische Moment eines Atomkerns sehr genau bestimmt werden kann. Weitergehende Versuchsreihen zur Bestimmung des magnetischen Moments des Elektrons an Natrium-, Gallium- und Indium-Atomen ergaben eine Abweichung vom theoretisch erwarteten Wert. Für diese Entdeckung erhielt Kusch (zusammen mit Willis Eugene Lamb) 1955 den Nobelpreis für Physik. Für die Quantenelektrodynamik, die als einzige Theorie diese Abweichung erklären konnte, bedeutete diese Entdeckung den Durchbruch zu einer breiten Anerkennung.
Später forschte Kusch in chemischer Physik an Molekülstrahlen.
Seit 1956 war er Mitglied der National Academy of Sciences, 1959 wurde er in die American Academy of Arts and Sciences und 1967 in die American Philosophical Society gewählt. Er war Ehrendoktor der Ohio State University, des Case Institute of Technology, des Colby College und der University of Illinois.
Einer seiner Studenten war Gordon Gould, der zu den Erfindern des Lasers gehört.